# Kambilejewskoje
Kambilejewskoje (ros. Камбилеевское) – wieś w Rosji, w Osetii Północnej, w rejonie prigorodnym. W 2010 liczyła 7485 mieszkańców.